# I Cavalieri dello zodiaco - Saint Seiya: Time Odyssey
I Cavalieri dello zodiaco - Saint Seiya: Time Odyssey (Saint Seiya - Les Chevalier du Zodiaque: Time Odyssey, conosciuta anche come Saint Seiya: Time Odyssey) è un fumetto franco-belga creato da Jérôme Alquié e Arnaud Dollen e basato sulla saga di anime e manga I Cavalieri dello zodiaco di Masami Kurumada. L'opera conta in totale cinque volumi, la cui pubblicazione è iniziata nel 2022, mentre il finale è previsto entro il 2026.
Il primo volume è stato rilasciato in anteprima in Giappone sulla rivista Champion Red da Akita Shoten in due parti sui numeri di luglio e settembre 2022. Il volume integrale è stato poi rilasciato in Francia il 30 settembre 2022 dall'editore Kana. In Italia il fumetto è pubblicato da Star Comics, che ne ha annunciato la pubblicazione al Lucca Comics & Games 2022.

## Trama

### Volume 1
Desideroso di diventare il tredicesimo dio olimpico, il dio del tempo Chronos decide (su richiesta di Zeus) di uccidere Ikki di Phoenix per evitare che esso si converta nell'incarnazione del dio Hades, portando alla vittoria dell'esercito degli inferi. 
Al termine di una dura battaglia contro il Saint della Fenice, le tre Moire al servizio del dio del tempo riescono a cambiare il destino di Ikki con quello di Shun, rendendo quest'ultimo il nuovo ospite prescelto di Hades. Quando però Zeus nega a Chronos la possibilità di un posto nell'Olimpo, quest'ultimo decide di vendicarsi utilizzando l'Orologio dell'Apocalisse per cambiare passato, presente e futuro.

### Volume 2
Chronos cerca di liberare il titano Prometeo per sapere dove si tova il fuoco divino (necessario per forgiare gli ingranaggi dell'orologio), ma per ottenere il suo scopo ha bisogno di conoscere il segreto delle Catene di Andromeda. 
Dopo che il dio del tempo ha prolungato l'ultima ora della battaglia alle Dodici Case e permesso la vittoria di Athena, due delle sue Ore (Ephiliates e Eastre) si recano in Jamir per recuperare le catene dopo che Mu di Aries ha finito le riparazioni dei Bronze Cloth di Seiya e gli altri. Il Gold Saint però riesce a richiamare i quattro Bronze per combattere. 
Seiya, Hyoga e Shiryu affrontano Ephiliates (che viene poi distrutto da Mu), mentre Shun viene separato e si trova ad affrontare Eastre, sorella di Aphrodite di Pisces. 
Risvegliando grazie al suo sangue un nuovo potere, Shun pone fine alla battaglia liberando Eastre dal livore che provava verso suo fratello, ma la ragazza viene poi uccisa dal settimo delle Ore,Sponde, desideroso di accrescere la sua posizione. 
Grazie al suo guerriero, Chronos viene a sapere che il segreto per delle catene sta nel sangue del Saint di Andromeda e (dopo aver viaggiato nel tempo per recuperarne un po') libera Prometeo.

## Produzione
Nel 2014 la Toei Animation contattò Jermoe Aliqué per un fumetto ispirato all'anime di Saint Seiya Ω, a seguito della chiusura dell'adattamento manga, ma questi rifiutò asserendo di preferire lavorare su un prodotto ispirato all'opera originale. A seguito della pubblicazione da parte di Alquié del suo fumetto su Capitan Harlock, la casa editrice Akita Shoten (editore sia di Leiji Matsumoto che dell'autore dei Cavalieri Masami Kurumada) propose al fumettista francese di lavorare su un fumetto francese ispirato a I Cavalieri dello zodiaco.
Nella stesura della storia i due fumettisti hanno lavorato a stretto contatto con lo staff di Kurumada, il quale si è espresso sulla possibilità di inserire o meno determinati elementi all'interno della storia, chiedendo di fare riferimento al manga originale. 
Dal punto di vista stilistico, gli autori hanno affermato di prendere spunto sia dall'anime che dal manga (le armature riprendono la forma del fumetto, mentre i colori dei personaggi quelli della versione animata) e che la storia è non stata concepita con lo scopo di essere un sequel o prequel, ma di fare luce su alcune zone d'ombra della serie originale. 
Alla creazione del desing dei nuovi personaggi ha collaborato anche il fumettista italiano Marco Albiero, il quale ha aiutato ad elaborare il desing delle Moire.

## Personaggi

### Protagonisti
- Seiya di Pegasus - Personaggio titolare della serie e Saint della costellazione di Pegaso.
- Shiryu di Dragon - Saint del Drago, allievo di Tong Hu di Libra.
- Hyoga di Cygnus - Saint della costellazione del Cigno, protagonista del terzo volume. Si scontrerà contro l'Ora Yuki-Onna, nel tentativo di recuperare il fuoco dell'Olimpo seguendo le orme del suo maestro Camus e scoprendo un segreto sul suo passato.
- Shun di Andromeda - Saint di Andromeda e protagonista del secondo volume, fratello minore di Ikki di Phoenix. Alla fine del primo volume le Moire scambiano il suo destino con quello del fratello, rendendolo il nuovo ospite di Hades. Nel secondo volume, invece, affronta Eastre della Valchiria (sorella di Aphrodite di Pisces), inviata da Chronos a impossessarsi delle catene dell'armatura di Andromeda per scoprirne i segreti.
- Ikki di Phoenix - Saint della Fenice e fratello maggiore di Shun e protagonista del primo volume, dove scopre che la sua vita è stata manipolata dalle Moire per far sì che Seiya e gli altri lo uccidessero per evitare che potesse divenire Hades in futuro.
- Saori Kido - Reincarnazione della dea Athena.

### Guerrieri di Chronos
- Chronos - Dio del tempo, che aspira a divenire il tredicesimo olimpico. Ha un corpo formato da micropolveri ed il suo esercito comprende tre gruppi di guerrieri corrispondenti a ore, minuti e secondi chiamati rispettivamente Ore[a 1] (in francese Hueres), Lepta e Stigma (soldati semplici).

Ore
- Chlotho (I) - "La filatrice", prima delle Ore , nonché la più giovane, delle tre Moire.
- Eastre (II) - "Dell'Aurora scintillante", seconda delle Ore, nonché sorella maggiore di Aphrodite dei Pesci. Il suo simbolo è la Valchiria.
- Yuki-Onna (IV) - Nemica principale del terzo volume. La quarta Ora, in grado di manipolare il ghiaccio e il cui simbolo è l'omonimo youkai.
- Lachesis (V) - "La ripartrice", quinta delle Ore e seconda Moira.
- Erik (VI) - Sesto delle Ore. Si reca a Bluegrad insieme a Yuki-Onna. Possiede uno specchio che gli permette di assorbire l'anima degli avversari. Il suo simbolo è il corvo valravn del folklore danese.
- Sponde (VII) - "Dagli ingannevoli riflessi", settimo delle Ore. Nutre una forte invidia per Arthos. Il suo simbolo è il Loa voodoo noto come Kalfu.
- Amarok (IX) - Nono delle Ore, recatosi a Bluegradd insieme a Yuki-Onna. Il suo simbolo è l'omonimo lupo bianco delle leggende inuit.
- Ophilates (X) -"Il crepuscolo", decimo delle Ore, di origine nativa americana. Il suo simbolo è il Tatanka (nome in lingua lakota del bisonte americano).
- Atropos (XI) - "L'inesorabile", undicimesima Ora, la terza e la più anziana delle tre Moire.
- Artos (XII) - "L'ultima luce del giorno", dodecesimo delle Ore e il più vicino a Chronos. Il suo simbolo è il Kelpie.

Lepta
- Drachme (XII-V) - Sottoposto di Artos, Lepta del quinto minuto della dodicesima ora. Attacca Saori e gli altri Bronze Saint all'inizio del primo volume, contro la volontà del suo superiore.
- Daelos (X-VI) - Sottoposto di Ophilates, Lepta del sesto minuto della decima ora. Viene tramortito dalle scosse delle catene di Andromeda.
- Dzu The (IV-XIII) - Sottoposto di Yuki-Onna, Lepta del tredicesimo minuto della quarta ora. Viene eliminato da Alexer per proteggere sua sorella Natasha.
- Niodei (IV-LI), Nytea (IV-XXXI) e Fross (IV-VII) - Sottoposti di Yuki-Onna che aggrediscono Natasha insieme a Dzu The, Lepta rispettivamente del cinquantunesimo, del trentunesimo e dell'ottaco minuto della quarta ora. Vengono sconfitti da Hyoga.
- Nyuke (IV-XXVII), Algon (IV-XII) e Toqu" (IV-I) - Lepta sottoposti di Yuki-Onna che attaccano Saori e i Saint nella grotta di Kitej, rappresentanti rispettivamente il ventottesimo, il dodiceismo e il primo minuto della quarta ora. Vengono uccisi da Milo di Scorpio.

### Altri personaggi
Il fumetto vede l'apparizione di nuovi e vecchi personaggi, qui per lo più riportati in ordine di apparizione.
- Kiki - Allievo di Mu di Aries e amico dei cinque protagonisti.
- Tatsumi - Maggiordomo di Saori, presente all'attacco di Drachma in Giappone.
- Chunli (春麗T, ChūnlìP, giapponese Shunrei) - Ragazza cinese amica di Shiryu di Dragon.
- Jorge - Guardiano dell'Isola Death Queen ed ex-Silver Saint di Fornax. Viene trasformato dal Grande Sacerdote in Guilty (maestro di Ikki) in accordo con le Moire. Il suo nome è un omaggio a Jorge Vásquez, il più grande collezionista de I Cavalieri dello zodiaco[10].
- Lod'N' di Sculptor - Silver Saint della costellazione dello Scultore. Divenuto cieco a seguito di una missione, è lui a creare le maschere delle Saint donna.
- Padre di Aphrodite e Eastre - Nobile svedese discendente del Gold Saint Cardinale di Pisces. Mostra una predilezione per il figlio maschio. Appare in flashback nel secondo volume.
- Natasha e Alexer - Fratello e sorella, rispettivamente regina di Bluegradd e capo dei guerrieri a sua protezione (i Blue Warrior). I personaggi vengono ripresi dal capitolo speciale Cygnus Story.
- Talos - Fratello minore di Natasha e Alexer. Dopo essere rimasto zoppo a causa di un attacco dei Lepta, Chronos decide di offrilo a Efesto come ricettacolo per convincerlo a collaborare.
- Nachi di Wolf e Ichi di Hydra - Due Bronze Saint amici di Seiya, che accompagnano lui, Milo, Hyoga e Saori a Bluegradd per sigillare l'anima di Poseidon.
- Natasha - Defunta madre di Hyoga e omonima della regina di Bluegradd. Appare in flashback dove si scopre aver conosciuto Camus di Acquarius prima che la loro nave venisse attaccata dal kraken.

Gold Saint
- Saga - Saint della costellazione dei Gemelli che ha usurpato il seggio di Gran Sacerdote, nemico principale di Saori ai tempi del primo volume. Trasforma Jorge in Guilty in accordo con le Moire, con la promessa di quest'ultime di aiutarlo nei suoi piani di conquista.
- Death Mask di Cancer - Gold Saint del Cancro, alleato del Sacerdote. Tortura Jorge prima della sua trasformazione.
- Aphrodite di Pisces - Saint della costellazione dei Pesci, ucciso da Shun durante la battaglia alle Dodici Case e fratello di Eastre. Appare nel secondo volume mentre Chronos osserva la battaglia.
- Mu di Aries: Gold Saint dell'Ariete, responsabile della riparazione dei Cloth dei cinque protagonisti nel secondo volume, dove gli assiste nella lotta contro Ephiliates.
- Aldebaraan di Taurus - Saint della costellazione del Toro. Appare nel secondo volume come guardia del corpo di Atena.
- Milo di Scorpio - Saint dello Scorpione. Accompagna Saori nel viaggio verso Bluegradd nel terzo volume.
- Kanon - Fratello gemello di Saga, come lui Saint dei Gemelli. Ex-nemico di Seiya e gli altri, combatte al loro fianco durante la battaglia a Bluegradd.
- Camus di Acquarius - Maestro di Hyoga e Gold Saint dell'Acquario. Appare in flashback nel terzo volume, dove si scopre che la sua presenza sulla nave ha accidentalmente causato la morte della madre del suo allievo, attirando il mostro kraken.

Dei
- Zeus - Padre di Athena e re degli dei. Ha dato a Chronus il compito di evitare che Ikki diventasse il ricettacolo di Hades per assicurare che la Terra non cada nelle tenebre. Appare solo come spirito.
- Prometeo - Il titano che rubò il fuoco olimpico, che affidò ad Atena per forgiare le armature dei Saint. Liberato da Chronos dalla sua prigionia, viene poi ucciso da Artos dopo che lo stesso Prometeo capisce che il dio del tempo non ha cuore l'interesse degli umani.

## Volumi
| Vol. | Titolo                          | Titolo italiano                | Data                                 | Data Italia                        |
| ---- | ------------------------------- | ------------------------------ | ------------------------------------ | ---------------------------------- |
| 1    | Ikki dans les flammes du destin | Ikki tra le fiamme del destino | 30 settembre 2022 ISBN 9782505088349 | 28 ottobre 2022 ISBN 9788822636683 |
| 2    | Shun et la chaîne du souvenir   | Shun e la catena del ricordo   | 22 settembre 2023 ISBN 9782505088356 | 06 maggio 2025 ISBN 9788822641014  |
| 3    | Hyoga entre feu et glace        | N/A                            | 25 ottobre 2024 ISBN 9782505088363   | N/A                                |

## Pubblicazione
L'opera si compone in totale di cinque volumi da pubblicarsi fra il 2022 e il 2025/2026, ognuno dei quali dedicato ad un protagonista dell'opera originale e disponibile in due versioni: una normale e una per collezionisti (comprendente bonus come retroscena e side-story dedicate alla genesi delle armature di Seiya e dei suoi compagni)
In Giappone il primo volume è uscito in anteprima diviso in due parti sui numeri di luglio e settembre 2022 del mensile Champion Red di Akita Shoten (editore giapponese della saga). 

### Edizione originale
Il primo volume di Time Odyssey è stato pubblicato in Francia il 30 settembre 2022 in doppia versione: normale e per collezionisti, quest'ultima in tiratura limitata e con allegata una custodia.
I nomi propri dei personaggi storici risultano essere quelli originali giapponesi, ma i colpi segreti e i nomi delle caste di guerrieri (ad esclusione di Lepta e Stigma) sono espressi in francese.

### Edizione italiana
L'edizione italiana del primo volume del bande dessinée è stata presentata al Lucca Comics and Games del 2022 ad opera di Star Comics (editore del manga originale dal 2001). Come l'edizione francese, anche quella italiana è stata pubblicata in doppio formato: sia in edizione standard che quella per collezionisti, contenente la storia extra e vari retroscena. 
A differenza dell'edizione francese, quella italiana segue l'adattamento utilizzato per l'ultima edizione del manga di Kurumada (denominata Final Edition) per colpi (tradotti in italiano solo qualora in originale i Cavalieri usino il giapponese) e i nomi dei personaggi, in particolare nel caso di Shunrei (Fiorediluna nelle versioni animate) è stata utilizzata la pronuncia "Chunli" (data l'origine cinese del personaggio), mentre il nome del Saint di Capricorn è stato reso con la forma indiana Asura, invece della giapponese Shura. Per quanto riguarda i colpi dei guerrieri di Chronos, si è scelto di utilizzare la lingua inglese, mentre in originale viene usato il francese.

### Annotazioni
1. ↑  Nell'originale francese il termine Aura designa solo le armature dei guerrieri di Chronos, mentre nella traduzione italiana del primo volume viene usato sia per  i guerrieri che le loro armature. Il termine è stato corretto nel secondo volume[9]

### Fonti
1. 1 2  (FR) GOODIES : EX-LIBRIS SAINT SEIYA : LES CHEVALIERS DU ZODIAQUE – TIME ODYSSEY, su Kana.fr, Kana, 19 settembre 2022. URL consultato il 9 aprile 2023.
2. 1 2 3  (FR) Laetita de Germon, "Saint Seiya - Time Odyssey" : le retour des Chevaliers du Zodiaque dans une bande dessinée française, su franceinfo:culture, 1º ottobre 2022. URL consultato l'8 aprile 2023.
3. ↑   Elisa Erriru, Saint Seiya: Time Odissey, I Cavalieri dello Zodiaco francesi a Lucca Comics and Games 2022, su tomshw.it, 30 settembre 2022. URL consultato il 14 aprile 2023.
4. 1 2  (EN) “Saint Seiya – Time Odyssey”: the return of the Knights of the Zodiac in a French comic strip, su westobserver.com, 1º ottobre 2022. URL consultato l'8 aprile 2023.
5. 1 2  (JA) 「聖闘士星矢」バンド・デシネのスピンオフがREDに、「セインティア翔」番外編も, su Comics Natalie, 19 luglio 2022. URL consultato l'8 aprile 2023.
6. 1 2  (JA) 「聖闘士星矢」海皇ポセイドンと海将軍を描く新シリーズ、チャンピオンREDで開幕, su Comics Natalie, 19 settembre 2022. URL consultato l'8 aprile 2023.
7. 1 2 3 4   Antonello di Bello (a cura di), SAINT SEIYA TIME ODYSSEY: TUTTO SULLO SPIN-OFF DEI CAVALIERI DELLO ZODIACO, su Everyeye.it, HIDEDESIGN S.R.L., 8 novembre 2022. URL consultato l'8 aprile 2023.
8. 1 2 3 4 5  (FR) Charles-Louis Detournay e Sacha Puaux (a cura di), Après Albator et Goldorak, Kana relance "Les Chevaliers du Zodiaque" avec un accent Frenchie, su ActuadB, 29 settembre 2022. URL consultato il 9 aprile 2023.
9. ↑  Jerome Alquié (testi), Jerome Alquié e Arnoud Dollen (disegni); Ikki dans les flammes du destin, in Saint Seiya - Les Chevalier du Zodiaque: Time Odyssey vol. 1, Kana, p. 20.
«Arctos: "On me surnome la derniére lueur du juour... Je suis Arctos de Kelpie, l'une des Douze Hueres"»
 e Saint Seiya - Les Chevalier du Zodiaque: Time Odyssey vol. 1, p. 30.
«Athropos: "... n'aine crainte, grace a à nos Auras, nous allons y remèdier."»
10. ↑  I Cavalieri dello zodiaco - Saint Seiya Time Odyssey (edizione per collezionisti) vol. 1, Star Comics.
11. ↑  (FR) Saint Seiya - Time Odyssey T1 | Kana, su Kana.fr. URL consultato il 4 settembre 2023.
12. ↑   Star Comics | I CAVALIERI DELLO ZODIACO: SAINT SEIYA TIME ODYSSEY 1, su starcomics.com. URL consultato il 4 settembre 2023.
13. ↑   (FR) Jérôme Alquié Illustrations, SAINT SEIYA TIME ODYSSEY TOME 2 BANDE ANNONCE COMPLETE !!!, 22 settembre 2023,  a 0 min 54 s. URL consultato il 23 settembre 2023.
14. ↑  (FR) Saint Seiya - Time Odyssey T2 | Kana, su Kana.fr. URL consultato il 4 settembre 2023.
15. ↑   Star Comics | I CAVALIERI DELLO ZODIACO - SAINT SEIYA: TIME ODYSSEY n. 2, su starcomics.com. URL consultato il 25 marzo 2024.
16. 1 2   (FR) Jérôme Alquié Illustrations, SAINT SEIYA TIME ODYSSEY TOME 3 Bande Annonce VERSION LONGUE !!, 10 ottobre 2024. URL consultato il 28 luglio 2025.
17. ↑   Hyôga entre feu et glace, su amazon.it, 28 luglio 2025.
18. ↑   Antonello Bello, SAINT SEIYA: TIME ODYSSEY RECENSIONE: L'OTTIMO SPINOFF SUI CAVALIERI, su Everyeye, HIDEDESIGN S.R.L., 3 gennaio 2023. URL consultato il 9 aprile 2023.